# فرانکو اسکاندورا
فرانکو اسکاندورا (ایتالیایی: Franco Scandurra؛ ‏ ۲۷ ژوئیهٔ ۱۹۱۱ – ۱۵ آوریل ۲۰۰۳) بازیگر اهل ایتالیا بود.
از فیلم‌هایی که وی در آن نقش داشته‌است، می‌توان به پزشک بیمه سلامت، این و آن، برادران کارامازوف، نامزدشده، شب بخیر، آقایان و خانم‌ها، چشم گربه و صدای سکوت اشاره کرد.